# Jan Ruiter
Pour les articles homonymes, voir Ruiter.
Jan Ruiter  est un footballeur néerlandais, né le 24 novembre 1946 à Enkhuizen (Pays-Bas). 

## Biographie
Après avoir évolué au FC Volendam, Jan Ruiter est transféré en 1971 au RSC Anderlecht pour 650.000 florins. Le gardien de but remporte alors de nombreux trophées: deux titres de champion de Belgique, quatre Coupes de Belgique  et une Coupe d'Europe des Vainqueurs de Coupe avec les Mauves.
Il joue un match avec l'équipe nationale le 8 septembre 1976 (Islande-Pays-Bas, 0-1), et a été retenu dans le groupe des Oranje pour le Championnat d'Europe la même année en Yougoslavie. 
En 1977, il part au RWD Molenbeek où il reste cinq saisons. Il joue ensuite au K Beerschot VAV puis au R Antwerp FC.

## Palmarès
- International néerlandais le 8 septembre 1976 (1 sélection)
- Champion de Belgique  en 1972 et 1974 avec RSC Anderlecht
- Vice-champion de Belgique  en 1976 avec RSC Anderlecht
- 409 matches joués en division 1 belge
- Vainqueur de la Coupe de Belgique en 1972, 1973, 1975 et 1976 avec RSC Anderlecht
- Finaliste de la Coupe de Belgique en 1977 avec RSC Anderlecht
- Vainqueur de la coupe de la Ligue pro en 1973 et 1974 avec le RSC Anderlecht
- Finaliste de la coupe de la Ligue Pro en 1975 avec le RSC Anderlecht
- Vainqueur de la coupe d'Europe des Vainqueurs de Coupe en 1976 avec RSC Anderlecht
- Finaliste de la Coupe d'Europe des Vainqueurs de Coupe en 1977 avec RSC Anderlecht
- Vainqueur de la supercoupe d'Europe en 1976 avec RSC Anderlecht
- Champion des Pays-Bas D2 en 1970 avec FC Volendam